# Concejo de Bogotá
El Concejo de Bogotá es una corporación político-administrativa de elección popular; es la máxima autoridad política de la capital y la segunda autoridad administrativa más importante de la ciudad después de la Alcaldía Mayor. Ejecuta principalmente dos funciones: actividad normativa y control político. Es un cuerpo colegiado, conformado por 45 cabildantes elegidos democráticamente por un periodo de cuatro años con posibilidad de reelección. El periodo actual es el 2024-2027. Su sede se encuentra en la calle 36 con carrera 28 en la localidad de Teusaquillo, Bogotá

## Funciones
El Concejo de Bogotá "tiene la responsabilidad de vigilar, debatir y controvertir la gestión de la Administración Distrital y de todas sus entidades." según Bogotá Cómo Vamos. Así mismo, los concejales son los principales responsables  de la actividad normativa en la ciudad, presentando proyectos de acuerdo a título individual o por bancadas, o consideran las iniciativas presentadas por el alcalde mayor de Bogotá.
Este organismo gubernamental tiene las siguientes funciones en representación de los ciudadanos que los eligen:
1. Aprobación del Presupuesto Anual de Bogotá, que supera los 17 billones de pesos colombianos (aprox. 6.000 millones de dólares en 2015) a 2025.
2. Aprobación del Plan de Desarrollo Distrital.
3. Aprobación del Plan de Ordenamiento Territorial (POT) que determina el uso del suelo en Bogotá.
4. Aprobación del cupo de endeudamiento de Bogotá.
5. Aprobación de tarifas e impuestos autorizados por la ley.
6. Aprobación o rechazo de los proyectos del Alcalde de turno.
7. Elección de los titulares de los órganos de control de las instituciones distritales.
8. Control político, vigilando a funcionarios del Distrito y su cumplimiento de la ley.
9. Generación de iniciativas normativas.

## Comisiones
Cuenta con las comisiones permanentes de Plan de Desarrollo, Presupuesto y Hacienda Pública y de Gobierno. Existe además una sesión plenaria.

## Composición

### Número de concejales
A diferencia de los demás concejos municipales en Colombia, cuyo número de integrantes no puede ser menor de 7 ni mayor de 21, el Distrito Capital de Bogotá es cobijado por un régimen especial, por lo cual al día de hoy cuenta con 45 cabildantes.
El número de concejales es definido según la población de la ciudad como lo establece el artículo 9 del decreto ley 1421 de 1993: 

El Concejo se compondrá de un concejal por cada ciento cincuenta mil habitantes o fracción mayor de setenta y cinco mil que tenga el Distrito. El número de concejales lo fijará la Registraduría Nacional del Estado Civil teniendo en cuenta el estimativo de población que para el 31 de diciembre del año anterior a cada elección elabore el Departamento Administrativo Nacional de Estadística o la entidad que haga sus veces.

### Perfil de los concejales de Bogotá
Para ser elegido concejal se requiere ser ciudadano en ejercicio y haber residido en la ciudad durante los dos años anteriores. Por sus funciones de representación de sus electores y trabajo por la ciudad, los concejales de Bogotá reciben remuneraciones por sesión que, cómo máximo puede sumar 282 millones de pesos al año, equivalente a 1.128 millones de pesos durante los cuatro años de su periodo. Adicionalmente, cuentan con recursos para impulsar sus campañas, que ascienden usualmente a 2.000 o 3.000 millones de pesos por concejal. Es derecho y responsabilidad de los ciudadanos elegir Concejales que los representen y exigirles rendición de cuentas.

## Miembros del Concejo
El Concejo de Bogotá funciona por bancadas, al igual que las demás corporaciones públicas. En el periodo entre 2024 y 2027, está formado por 17 bancadas y 45 concejales en total:
- Bancadas unipersonales (1 integrante):

| Partido Político                         | Concejal                            |
| ---------------------------------------- | ----------------------------------- |
| Colombia Renaciente                      | Edison Julián Forero Castelblanco   |
| Unión Patriótica                         | Heidy Lorena Sánchez                |
| Movimiento Alternativo Indígena y Social | Óscar Fernando Bastidas Jacanamijoy |
| Cambio Radical                           | Rolando Alberto González García     |
| Partido de la U                          | Rubén Darío Torrado                 |
| Colombia Justa Libres                    | Marco Fidel Acosta Rico             |
| Nueva Fuerza Democrática                 | Emel Rojas Castillo                 |
| Partido Ecologista Colombiano            | Ángelo Schiavenato Rivadeneira      |

- Bancadas minoritarias (2-4 integrantes):

| Partido Político             | Concejal                                                                               |
| ---------------------------- | -------------------------------------------------------------------------------------- |
| Polo Democrático Alternativo | Donka Atanassova Iakimova Quena María Ribadeneira Miño Rocío Dussán Pérez              |
| Colombia Humana              | Ana Teresa Bernal Montañéz Jairo Alonso Avellaneda Garcia José del Carmen Cuesta Novoa |
| En Marcha                    | Juan David Quintero Rubio David Hernando Saavedra Murcia                               |
| Partido Político MIRA        | Fabián Andrés Puentes Sierra Samir Bedoya Piraquive                                    |

- Bancadas mayoritarias (5 integrantes o más):

| Partido Político           | Concejal |
| -------------------------- | --- |
| Partido Alianza Verde      | Julián Felipe Triana Vargas Edwar Anibal Arias Rubio Andrés Ernesto García Vargas Julián David Rodríguez Sastoque Andrés Leandro Castellanos Serrano María Clara Name Ramírez Andrés Darío Onzaga Niño Julián Espinosa Ortiz |
| Partido Centro Democrático | Daniel Felipe Briceño Montes Sandra Consuelo Forero Ramírez Diana Marcela Diago Óscar Jaime Ramírez Vahos Julián Uscátegui Pastrana Humberto Amín Martelo Andrés Barrios Bernal                                              |
| Nuevo Liberalismo          | Juan Javier Baena Merlano Juan Manuel Díaz Martínez Jesús David Araque Mejía Ricardo Andrés Correa Mojica Cristina Calderón Restrepo Fernando López Gutiérrez                                                                |
| Partido Liberal Colombiano | Samir José Abisambra Vesga Germán Augusto García Maya Clara Lucia Sandoval Moreno Darío Fernando Cepeda Peña María Victoria Vargas Silva Armando Gutiérrez González                                                          |

## Participación ciudadana
Además de elegir al Concejo de Bogotá cada cuatro años en elecciones democráticas, los ciudadanos cuentan con mecanismos de participación y rendición de cuentas. Entre ellos están la iniciativa Bogotá Cómo Vamos, así como mecanismos internos del Concejo, como el Defensor del Ciudadano, con oficinas en el primer piso del Concejo de Bogotá
Adicionalmente, las sesiones del Concejo de Bogotá se pueden ver en directo y de forma gratuita a través de Internet. El Concejo de Bogotá sesiona regularmente desde las 9:00 a. m. hasta la 1:00 p. m.

## Desempeño de la gestión

### Periodo 2012-2015
Según la iniciativa Bogotá Cómo Vamos y su programa Concejo Cómo Vamos, la gestión del Concejo de Bogotá en el periodo 2012-2015 ha sido caracterizada por "el desconocimiento y el desprestigio". De acuerdo con los estudios realizados por este programa, para agosto de 2014 el 68% de la ciudadanía tenía una imagen negativa del Concejo. Esto representa una mejora minúscula con respecto al reporte anterior, publicado en marzo de 2014, en el que 7 de cada 10 personas (70%) le asignaba una imagen negativa.
En cuanto a desconocimiento de la gestión, solo 5 de cada 10 personas reportan entender a que se dedica la corporación. La imagen del Concejo en este periodo ha sido afectada como consecuencia de la percepción negativa causada por el Cartel de la contratación y la participación de varios de sus miembros en este caso de corrupción.